# Кју-клукс-клан (порнографски филм)
Кју Клукс клан или ККК 2: Инцест (итал. Ku Klux Klan, у иностранству познат под називом итал. K.K.K. 2: L’Incesto) је италијански порнографски филм, вероватно из 2004. године. Режирао га је Ромео Висконти (Romeo Visconti). Филм је у Србији издало новосадско предузеће Hexor 2007. године у тиражу од 3000 комада. Нема описа на омоту, интерна ознака српског издавача је DA27, а каталошки број COBISS.SR-ID 227627015.

## Улоге
| Глумац              | Улога |
| ------------------- | ----- |
| Stefania Guerritore |       |
| Ramona Kiss         |       |
| Petra Olmi          |       |
| Monica Conti        |       |